# 蜘蛛山镇
蜘蛛山镇，是中华人民共和国辽宁省阜新市阜新蒙古族自治县下辖的一个乡镇级行政单位。

## 行政区划
蜘蛛山镇下辖以下地区：
蜘蛛山村、葫芦汤村、胡宝吐村、娘及营子村、青山村、双山子村、石头营子村、奈林皋村、刘家湾子村和塔子沟村。